# Lee Strobel
Lee Patrick Strobel (Arlington Heights, Illinois, 25 de enero de 1952) es un periodista, pastor bautista y apologeta estadounidense. Aunque inicialmente ateo, se convirtió al cristianismo y, posteriormente, escribió una serie de reportajes que aborda los desafíos a la veracidad de la fe. Cuatro de sus libros fueron premiados con los Christian Book Awards (1994, 1999, 2001, 2005).También presentó un programa de televisión llamado Fe bajo fuego en PAX TV  y dirige un sitio web de video apologético.

## Biografía
Lee Patrick Strobel nació en Arlington Heights, Illinois, Estados Unidos, el  25 de enero de 1952. En el año 1974 Lee Strobel  se graduó de una licenciatura en periodismo de la Universidad de Misuri y en 1979 realizó una Maestría en Estudios de Derecho de la Facultad de Derecho de la Universidad Yale. Se convirtió en periodista del Chicago Tribune y otros periódicos durante 14 años. más tarde se convirtió en asistente de redacción del Daily Herald, antes de dejar el periodismo en 1987. Fue editor legal galardonado de The Chicago Tribune, autor de casi veinte libros superventas del New York Times y fue entrevistado en numerosos programas de televisión estadounidense, incluidos 20/20 de ABC, Fox News y CNN.
Strobel afirma que era ateo cuando comenzó a investigar las afirmaciones bíblicas sobre Cristo después de la conversión de su esposa. Impulsado por los resultados de su investigación de casi dos años de la evidencia de Jesús, se convirtió al cristianismo a la edad de 29 años. Lee también es coautor del plan de estudios de capacitación Becoming a Contagious Christian, que se usa en todo el mundo, y sus artículos se han publicado en una variedad de revistas, incluidas Discipleship Journal, Marriage Partnership, The Christian Research Journal, Guideposts y Decision. Ha aparecido en programas de radio nacionales como The Bible Answer Man y Focus on the Family. Además, ha enseñado derecho de la Primera Enmienda en la Universidad Roosevelt.

### Familia
Lee tiene una esposa de nombre Leslie, dos hijos y varios nietos, quienes viven en el sur de California. Su hija Alison es novelista y su hijo Kyle, profesor asistente de Teología Espiritual y Formación en la Escuela de Teología Talbot.

### Ministerio
Strobel se convirtió en pastor docente de Willow Creek Community Church en South Barrington, Illinois de 1987 a 2000. En el año 2000, se convirtió en pastor en Saddleback Church en Lake Forest.  En 2004, dejó su puesto como pastor para presentar el programa de apologética cristiana Faith Under Fire.  En 2014, se convirtió en pastor docente en Woodlands Church en The Woodlands y profesor de pensamiento cristiano en la Universidad Bautista de Houston.

## Premios y reconocimientos
Descrito por el Washington Post como "uno de los apologistas más populares de la comunidad evangélica" Lee Patrick Strobel ha recibido numerosos premios algunos de ellos son:
- El prestigioso premio Charles "Kip" Jordon Christian Book of the Year en 2005 por un plan de estudios del que es coautor sobre la película La Pasión de Cristo.[15]
- También ha ganado premios por sus libros El caso Cristo, El caso de la fe, El caso de un creador y Dentro de la mente de Harry y María sin iglesia.[16]

- En 1980, el programa de premios del periódico UPI Illinois Editors Association le otorgó un primer lugar por servicio público (el premio Len H. Small Memorial) por su cobertura del juicio por accidente de Pinto que involucró una demanda colectiva contra Ford Motor Company en Winamac, Indiana.[17]

- En 2007, el Seminario Evangélico del Sur le otorgó un doctorado honoris causa en reconocimiento a sus contribuciones a la apologética cristiana.[18]

## Libros
- ¿Homicidio imprudente? Prueba Pinto de Ford (1980) ISBN  0-89708-022-X[19]
- Dentro de la mente de Harry y Mary sin iglesia (1993) ISBN 0-310-37561-4 [20]
- Lo que diría Jesús (1994) ISBN 0-310-48511-8 [21]
- Las escandalosas afirmaciones de Dios (1998) ISBN 0-310-26612-2 [22]
- Sobrevivir a un desajuste espiritual en el matrimonio (2002) ISBN 0-310-22014-9 [23]
- Experimentando la Pasión de Jesús (2004), con Garry Poole, Zondervan, ISBN 0-310-26375-1 [24]
- Discutiendo el Código Da Vinci: Explorando los problemas planteados por el libro y la película (2006) ISBN 0-310-27263-7 [25]
- La aventura inesperada: tomar riesgos cotidianos para hablar con la gente sobre Jesús (29 de mayo de 2009), Zondervan, ISBN 0-310-28392-2 [26]
- La ambición: una novela (obra de ficción) (14 de mayo de 2011), Zondervan, ISBN 0-310-29267-0 [27]
- El momento de la verdad de hoy: devociones para profundizar su fe en Cristo (12 de julio de 2016), Zondervan, ISBN 0-310-35940-6 [28]

### Serie "El caso de cristo"
- El caso de Cristo: la investigación personal de un periodista sobre la evidencia de Jesús (1 de septiembre de 1998), Zondervan, ISBN 0-310-22605-8
- El caso de la fe: un periodista investiga las objeciones más difíciles al cristianismo, (1 de octubre de 2000), Zondervan, ISBN 0-310-22015-7 [29]
- El caso de un creador: un periodista investiga evidencia científica que apunta hacia Dios (2004), Zondervan, ISBN 0-310-26386-7 [30]
- El caso de Pascua: el periodista investiga la evidencia de la resurrección (2004), Zondervan, ISBN 0-310-25475-2 [31]
- El caso de la Navidad: un periodista investiga la identidad del niño en el pesebre (2005), Zondervan, ISBN 0-310-25476-0 [32]
- El caso del verdadero Jesús: un periodista investiga los ataques actuales a la identidad de Cristo (10 de septiembre de 2007), Zondervan, ISBN 0-310-24210-X [33]
- El libro de respuestas del caso del cristianismo (1 de julio de 2014), Zondervan, ISBN 0-310-33955-3 [34]
- El caso de la esperanza: mirar hacia el futuro con confianza y coraje (2015), Zondervan, ISBN 0-310-33957-X [35]
- El caso de Grace: un periodista explora la evidencia de vidas transformadas (2015), Zondervan, ISBN 0-310-25923-1 [36]
- En defensa de Jesús: investigando los ataques a la identidad de Cristo (2016)[37]
- El caso de los milagros: un periodista investiga la evidencia de lo sobrenatural (2018)[38]
- El caso del cielo: un periodista investiga la evidencia de la vida después de la muerte (2021)

### Serie de apologética infantil
- El caso de la fe para niños (2006), Zonderkidz, ISBN 978-0-310-71146-9 [39]
- El caso de Cristo para niños (2006), Zonderkidz, ISBN 978-0-310-71147-6 [40]
- Un caso para un creador para niños (2006), Zonderkidz, ISBN 978-0-310-71148-3 [41]
- Fuera de mi caso para niños: 12 historias para ayudarlo a defender su fe (2006), Zonderkidz, ISBN 978-0-310-71199-5 [42]

## Cine
- Strobel apareció en la película de 2016 Dios no está muerto 2.[43]

- Una película titulada El caso de Cristo, basada en el libro de Strobel, se estrenó en cines en abril de 2017.[44]  La película fue dirigida por Jonathan M. Gunn y trata sobre un reportero ateo que intenta demostrar que el cristianismo es una secta.[45] La película fue producida por Triple Horse Studios y distribuida por Pure Flix Entertainment.[46]